# Douglas (Familienname)
Douglas ist ein englischer Familienname schottischer Herkunft.

## Herkunft und Bedeutung
Douglas ist ein Herkunftsname und leitet sich von dem schottisch-gälischen Dubhglais/Dubhghlais ab. Er bedeutet so viel wie „dunkler (gälisch: dubh) Fluss (gälisch: glais)“ und bezeichnete ursprünglich einen Fluss, später einen schottischen Clan. Er ist als Vorname verbreitet: Douglas (Vorname).

## Varianten
- Douglass

## Namensträger
- für Mitglieder der schottischen Adelsfamilie Douglas, siehe Clan Douglas

### A
- Aaron Douglas (Maler) (1899–1979), US-amerikanischer Maler
- Aaron Douglas (* 1971), kanadischer Schauspieler
- Adye Douglas (1815–1906), australischer Politiker, Premierminister von Tasmanien
- Alan Douglas (1931–2014), US-amerikanischer Musikproduzent
- Albert Douglas (1852–1935), US-amerikanischer Politiker
- Alec Douglas-Home (1903–1995), britischer Politiker
- Alexander Douglas (Bischof) († 1623), schottischer Geistlicher
- Alexander Douglas (Politiker) († 1718), schottischer Politiker
- Alexander Douglas-Hamilton, 16. Duke of Hamilton (* 1978), schottischer Adliger
- Alexander Edgar Douglas (1916–1981), kanadischer Physiker
- Alfred Douglas (1870–1945), britischer Dichter, Übersetzer und Schriftsteller
- Alfred Douglas-Hamilton, 13. Duke of Hamilton (1862–1940), schottischer Adliger
- Allie Vibert Douglas (1894–1988), kanadische Astronomin und Astrophysikerin
- Andrew Douglas (Regisseur) (* 1952), britischer Regisseur
- Andrew Douglas (Squashspieler) (* 1998), US-amerikanischer Squashspieler
- Angela Douglas (* 1940), britische Schauspielerin
- Angus Douglas-Hamilton, 15. Duke of Hamilton (1938–2010), schottischer Adliger
- Ann Douglas (* 1942), US-amerikanische Amerikanistin
- Anthony Douglas (* 1985), britischer Shorttracker
- Antoine Douglas (* 1992), US-amerikanischer Boxer im Mittelgewicht
- Archibald Douglas of Douglas (vor 1183–1240), schottischer Adliger
- Archibald Douglas († 1333), schottischer Adliger, Guardian of Scotland
- Archibald Douglas, 3. Earl of Douglas (um 1325–1400), schottischer Adliger
- Archibald Douglas, 4. Earl of Douglas (um 1370–1424), schottischer Adliger
- Archibald Douglas, 5. Earl of Douglas (1390–1439), schottischer Adliger
- Archibald Douglas, Earl of Moray (1426–1455), schottischer Adliger
- Archibald Douglas, 5. Earl of Angus (um 1453–1514), schottischer Adliger
- Archibald Douglas of Kilspindie (1475–1536), schottischer Adliger, Titelheld der Ballade Theodore Fontanes
- Archibald Douglas, 6. Earl of Angus (1490–1557), schottischer Adliger
- Archibald Douglas of Glenbervie (1513–1570), schottischer Adliger
- Archibald Douglas, 8. Earl of Angus (um 1555–1588), schottischer Adliger
- Archibald Douglas, 1. Earl of Ormond (um 1609–1655), schottischer Adliger
- Archibald Douglas, 1. Earl of Forfar (1653–1712), schottischer Adliger
- Archibald Douglas, 1. Duke of Douglas (1694–1761), schottischer Adliger
- Archibald Douglas († 1741), britischer Politiker
- Archibald Douglas (1707–1778), britischer Offizier und Politiker
- Archibald Douglas, 1. Baron Douglas (1748–1827), britischer Adliger und Politiker
- Archibald Douglas, 8. Marquess of Queensberry (1818–1858), britischer Adliger und Politiker
- Archibald Lucius Douglas (1842–1913), kanadischer Offizier in der britischen Marine
- Archibald Douglas-Stjernorp (1883–1960), General und Befehlshaber der schwedischen Armee
- Aretas Akers-Douglas, 1. Viscount Chilston (1851–1926), britischer Politiker
- Aretas Akers-Douglas, 2. Viscount Chilston (1876–1947), britischer Diplomat
- Ashanti Douglas (* 1980), US-amerikanische Sängerin und Schauspielerin, siehe Ashanti (Sängerin)

### B
- Barry Douglas (Pianist) (* 1960), britischer Pianist
- Barry Douglas (Fußballspieler) (* 1989), schottischer Fußballspieler
- Benjamin Douglas (1816–1891), US-amerikanischer Politiker
- Beverly B. Douglas (1822–1878), US-amerikanischer Politiker
- Blak Douglas (* 1970), australischer Maler und Musiker
- Bob Douglas (1882–1979), US-amerikanischer Sportmanager
- Boots Douglas (≈1908-), US-amerikanischer Schlagzeuger und Bandleader
- Brice Douglas († 1222), schottischer Geistlicher, Bischof von Moray
- Bruce Douglas (Basketballspieler) (* 1964), US-amerikanischer Basketballspieler
- Bruce Douglas (Rugbyspieler) (* 1980), schottischer Rugby-Union-Spieler
- Bryan Douglas (* 1934), englischer Fußballspieler

### C
- Caimin Douglas (* 1977), niederländischer Leichtathlet
- Carole Nelson Douglas (1944–2021), US-amerikanische Autorin
- Cameron Douglas (* 1978), US-amerikanischer Schauspieler
- Campbell Mellis Douglas (1840–1909), kanadischer Chirurg
- Carl Douglas (* 1942), jamaikanischer Sänger
- Carol Douglas (Carol Strickland; * 1948), US-amerikanische Sängerin
- Catherine Douglas, Duchess of Queensberry (1701–1777), britische Adlige
- Charles Douglas, 3. Duke of Queensberry (um 1698–1778), schottischer Adliger
- Charles Douglas, 1. Baronet (1727–1789), britischer Konteradmiral
- Charles Douglas, 6. Marquess of Queensberry (1777–1837), schottischer Adliger
- Charles Douglas (General) (1850–1914), britischer General
- Charles Douglas (Bürgermeister) (1852–1917), kanadischer Politiker, Bürgermeister von Vancouver
- Charles Douglas-Hamilton, 7. Earl of Selkirk (1847–1886), britisch-schottischer Adliger und Offizier
- Charlotte Montagu-Douglas-Scott (1811–1895), schottische Adlige und Hofdame
- Chris Douglas (Musiker) (* 1974), US-amerikanischer Musiker und DJ
- Chris Douglas (Leichtathlet) (* 1997), australischer Hürdenläufer
- Chris Douglas-Roberts (* 1987), US-amerikanischer Basketballspieler
- Christian Douglas (* 1978), deutscher Politiker (AfD)
- Christoph Graf Douglas (1948–2016), deutscher Kunsthistoriker und Auktionator
- Chuck Douglas (Charles Gywnne Douglas III; * 1942), US-amerikanischer Politiker
- Claire Douglas, britische Schriftstellerin
- Clare Douglas (1944–2017), britische Filmeditorin
- Claude Gordon Douglas (1882–1963), britischer Physiologe
- Clementine Douglas (* 1991), britische Sängerin
- Clifford Hugh Douglas (1879–1952), schottischer Ingenieur
- Clive Douglas (1903–1977), australischer Komponist, Musiker und Dirigent
- Craig Douglas (* 1941), britischer Popsänger

### D
- D. C. Douglas (* 1966), US-amerikanischer Schauspieler und Synchronsprecher
- Daniel Douglas, Pseudonym von Daniel Douglas Wissmann (* 1962), deutscher Schriftsteller
- Darl Douglas (* 1979), niederländischer Fußballspieler
- Darrian Douglas (* um 1985), US-amerikanischer Jazzmusiker
- Dave Douglas (Golfspieler) (David Douglas; 1918–1978), US-amerikanischer Golfspieler
- Dave Douglas (David Deuel Douglas; * 1963), US-amerikanischer Jazzmusiker und Komponist
- David Douglas, 7. Earl of Angus (1515–1557), schottischer Adliger
- David Douglas (1799–1834), schottischer Botaniker
- David Douglas, 12. Marquess of Queensberry (* 1929), schottischer Adliger und Politiker
- David Douglas-Home, 15. Earl of Home (1943–2022), britischer Geschäftsmann und Politiker
- David Douglas (Ruderer) (* 1947), australischer Ruderer
- David C. Douglas (1898–1982), britische Mediävist
- David Hubert Douglas (1907–1977), kanadischer Skilangläufer
- Denzil Douglas (* 1953), Politiker von St. Kitts und Nevis
- Desmond Douglas (* 1955), englischer Tischtennisspieler
- Dezron Douglas (* 1981), US-amerikanischer Jazzmusiker
- Diana Douglas (1923–2015), US-amerikanische Schauspielerin, siehe Diana Dill
- Diane Douglas, US-amerikanische Politikerin
- Dick Douglas († 2014), britischer Politiker
- Donald Douglas (Schauspieler, 1905) (1905–1945), britischer Schauspieler
- Donald Douglas (Segler) (1917–2004), US-amerikanischer Segler und Flugzeugbauer
- Donald Douglas (Schauspieler, 1933) (* 1933), schottischer Schauspieler
- Donald Wills Douglas (1892–1981), US-amerikanischer Flugzeugkonstrukteur und Unternehmer
- Donna Douglas (1933–2015), US-amerikanische Schauspielerin
- Douglas Douglas-Hamilton, 14. Duke of Hamilton (1903–1973), schottischer Adliger und Pilot
- Dunbar Douglas, 6. Earl of Selkirk (1809–1885), britischer Peer und Politiker
- Duncan Douglas (* 1965), US-amerikanischer Biathlet

### E
- Edward Douglas-Pennant, 1. Baron Penrhyn (1800–1886), britischer Adliger und Politiker
- Edward Douglas-Scott-Montagu, 3. Baron Montagu of Beaulieu (1926–2015), britischer Adliger und Politiker (Conservative Party)
- Eliza Douglas (* 1984), US-amerikanische Malerin, Konzeptkünstlerin, Musikerin und Performerin
- Ellen Douglas (1921–2012), US-amerikanische Schriftstellerin
- Ellie Douglas (* 2000), US-amerikanische Tennisspielerin
- Emily Taft Douglas (1899–1994), US-amerikanische Schriftstellerin und Politikerin
- Emory Douglas (* 1943), US-amerikanischer Künstler und politischer Aktivist
- Everett Douglas (1902–1967), US-amerikanischer Filmeditor
- Ewan Douglas (1922–1999), britischer Hammerwerfer

### F
- Felicity Douglas (1910–1992), britische Schriftstellerin
- Ferdinand von Grumme-Douglas (1860–1937), deutscher Konteradmiral und Politiker
- Francis Douglas (1847–1865), britischer Bergsteiger
- Francis Douglas, Viscount Drumlanrig (1867–1894), britischer Adliger
- Franky Douglas (* 1948), niederländischer Jazzgitarrist
- Fred J. Douglas (1869–1949), US-amerikanischer Politiker
- Frederick Robert Vere Douglas-Hamilton (1843–1917), schottischer Adliger

### G
- Gabrielle Douglas (* 1995), US-amerikanische Turnerin
- Gavin Douglas (1474 bis 1475; 1522), schottischer Bischof und Dichter
- George Douglas, 1. Earl of Angus (um 1378–1402), schottischer Adliger
- George Douglas, 1. Earl of Dunbarton (1635–1692), schottischer Adliger und General
- George Douglas, 4. Earl of Angus (um 1429–1462), schottischer Adliger
- George Douglas, Master of Angus (1469–1513), schottischer Adeliger
- George Douglas (Bischof) († 1589), schottischer Geistlicher, Bischof von Moray
- George Douglas, 13. Earl of Morton (1662–1738), schottischer Adliger und Politiker
- George Douglas, 16. Earl of Morton (1761–1827), schottischer Aristokrat
- George Douglas, Schriftstellername von George Douglas Brown (1869–1902), schottischer Schriftsteller
- George Douglas (Fußballspieler) (1893–1979), englischer Fußballspieler
- George Douglas (Schauspieler), Schauspieler
- George Douglas, Pseudonym von Bob Thiele (1922–1996), amerikanischer Musikproduzent und Komponist
- George Douglas-Hamilton, 10. Earl of Selkirk (1906–1994), schottischer Diplomat und Politiker (Conservative Party)
- George Brisbane Scott Douglas (1856–1935), schottischer Dichter und Schriftsteller
- Gordon Douglas (1907–1993), US-amerikanischer Filmregisseur
- Guillermo Douglas (1909–1967), uruguayischer Ruderer
- Gustaf Douglas (1938–2023), schwedischer Unternehmer
- Gustav Otto Douglas (1687–1771), russischer General und Gouverneur

### H
- Hal Douglas (1924–2014), US-amerikanischer Synchronsprecher
- Haldane Douglas (1892–1980), US-amerikanischer Künstler, Artdirector und Szenenbildner
- Harry Douglas (* 1984), US-amerikanischer  American-Football-Spieler
- Herb Douglas (1922–2023), US-amerikanischer Leichtathlet
- Hima Douglas, Politiker und Diplomat von Niue
- Hubert Douglas (1907–1977), kanadischer Skilangläufer
- Hugh Douglas of Douglas († 1289), schottischer Adliger
- Hugh Douglas of Douglas († 1347), schottischer Adliger
- Hugh Douglas, 1. Earl of Ormond, schottischer Adliger
- Hugo Sholto Oskar Georg von Douglas (1837–1912), deutscher Industrieller
- Hugh Douglas (Footballspieler) (* 1971), US-amerikanischer American-Football-Spieler

### I
- Iain Douglas-Hamilton (* 1942), britischer Umweltschützer und Dokumentarfilmer
- Illeana Douglas (* 1965), US-amerikanische Schauspielerin
- Isabel Douglas, 11. Countess of Mar, schottische Adelige

### J
- Jack Douglas (Autor) (1908–1989), US-amerikanischer Comedyautor
- Jack Douglas (Schauspieler) (1927–2008), britischer Schauspieler
- Jack Douglas (Eishockeyspieler) (1930–2003), kanadischer Eishockeyspieler
- Jack Douglas (Musikproduzent), US-amerikanischer Musikproduzent
- Jackson Douglas (* 1969), US-amerikanischer Schauspieler
- Jahméne Douglas (* 1991), englischer Popsänger
- James Douglas of Douglas (1286–1330), schottischer Heerführer
- James Douglas, 2. Earl of Douglas (um 1358–1388), schottischer Adliger, Earl of Mar
- James Douglas, 7. Earl of Douglas (the Gross; 1371–1443), schottischer Adliger, Earl of Avondale
- James Douglas, 9. Earl of Douglas (the Black Douglas; 1426–1491), schottischer Adliger, Earl of Avondale
- James Douglas, 3. Earl of Angus (um 1428–1446), schottischer Adliger
- James Douglas, 3. Earl of Morton (vor 1495–1548), schottischer Adliger
- James Douglas, 4. Earl of Morton (1525–1581), schottischer Adliger
- James Douglas, 5. Earl of Buchan (um 1580–1601), schottischer Adliger
- James Douglas, 1. Baronet (of Kelhead) (1639–1708), schottischer Adliger
- James Douglas, 2. Marquess of Douglas (1646–1700), schottischer Adliger
- James Douglas, 2. Duke of Queensberry (1672–1711), schottischer Adliger
- James Douglas (Mediziner) (1675–1742), englischer Anatom und Geburtshelfer
- James Douglas, 14. Earl of Morton (1702–1768), schottischer Adliger und Naturforscher
- James Douglas, 1. Baronet (of Maxwell) (1703–1787),  britischer Admiral und Politiker
- James Douglas (Gouverneur) (1803–1877), britischer Gouverneur
- James Douglas (Unternehmer) (1837–1918), kanadischer Bergbauunternehmer
- James Douglas (Journalist) (1867–1940), britischer Journalist und Herausgeber
- James Douglas (Schauspieler) (1929–2016), US-amerikanischer Schauspieler
- James Douglas (Schriftsteller) (eigentlich Ulrich Kohli; * 1948), Schweizer Rechtsanwalt und Schriftsteller
- James Douglas (Boxer) (* 1960), US-amerikanischer Boxer
- James Douglas-Hamilton, Baron Selkirk of Douglas (1942–2023), schottischer Politiker
- James Douglas-Home, 28. Baron Dacre (1952–2014), britischer Adliger
- James Scott-Douglas, 6. Baronet (1930–1969), britischer Automobilrennfahrer
- James H. Douglas junior (1899–1988), US-amerikanischer Politiker
- Jerry Douglas (* 1956), US-amerikanischer Countrymusiker
- Jesse Douglas (1897–1965), US-amerikanischer Mathematiker
- Jim Douglas Jr. (1927–2016), US-amerikanischer Mathematiker
- Jim Douglas (* 1951), US-amerikanischer Politiker
- Jimmy Douglas (Fußballspieler, 1859) (James Douglas; 1859–1919), schottischer Fußballspieler
- Jimmy Douglas (Fußballspieler, 1898) (James Edward Douglas; 1898–1972), US-amerikanischer Fußballspieler
- Jimmy Douglas (Fußballspieler, 1948) (James Douglas; * 1948), kanadischer Fußballspieler
- Joanna Douglas (* 1983), kanadische Schauspielerin
- Joel Douglas (* 1947), US-amerikanischer Filmproduzent
- John Douglas of Balvenie († 1463), schottischer Adliger
- John Douglas (Erzbischof), englischer Erzbischof
- John Douglas of Broughton (um 1698–1732), britischer Politiker
- John Douglas (Architekt, 1709), schottischer Architekt
- John Douglas (Bischof) (1721–1807), schottischer Gelehrter und Geistlicher, Bischof von Carlise und von Salisbury
- John Douglas (General) (1817–1887), britischer General
- John Douglas (Politiker) (1828–1904), australischer Politiker
- John Douglas (Architekt) (1830–1911), englischer Architekt
- John Douglas, 9. Marquess of Queensberry (John Sholto Douglas, 9. Marquess of Queensberry; 1844–1900), schottischer Adliger
- John Douglas (Baseballspieler) (1917–1984), US-amerikanischer Baseballspieler
- John Douglas, 21. Earl of Morton (John Charles Sholto Douglas; 1927–2016), schottischer Landbesitzer und Politiker
- John Douglas (Rugbyspieler) (* 1934), schottischer Rugby-Union-Spieler
- John Douglas (Cricketspieler) (* 1951), australischer Cricket- und Australian-Football-Spieler
- John Douglas (Boxer) (* 1971), guyanischer Boxer
- John E. Douglas (* 1945), US-amerikanischer Kriminalist und Publizist
- John William Douglas (1814–1905), britischer Insektenkundler
- Johnny Douglas (1882–1930), englischer Cricketspieler und Boxer
- Johnny Douglas (Komponist) (1920–2003), britischer Filmkomponist und Dirigent
- Jon Douglas (1936–2010), US-amerikanischer Tennisspieler
- Jonathan Douglas (* 1981), irischer Fußballspieler
- Jordy Douglas (* 1958), kanadischer Eishockeyspieler

### K
- Kane Douglas (* 1989), australischer Rugby-Union-Spieler
- Katherine Douglas Smith (1878– nach 1947), britische Suffragette
- Katie Douglas (* 1979), US-amerikanische Basketballspielerin
- Katie Douglas (Schauspielerin) (* 1998), kanadische Schauspielerin
- Katya Douglas (* 1936 oder 1938), britisch-polnische Schauspielerin
- Keith Douglas (1920–1944), britischer Dichter
- Kenneth Douglas, 1. Baronet (1754–1833), britischer General
- Kent Douglas (1936–2009), kanadischer Eishockeyspieler und -trainer
- Kirk Douglas (1916–2020), US-amerikanischer Schauspieler

### L
- Lawrence Douglas (* 1959), US-amerikanischer Rechtswissenschaftler
- Lew Douglas (1912–1997), US-amerikanischer Arrangeur, Musikproduzent und Songwriter
- Lewis Williams Douglas (1894–1974), US-amerikanischer Politiker
- Lloyd C. Douglas (1877–1951), US-amerikanischer Priester und Autor
- Louis Douglas (1889–1939), US-amerikanischer Tänzer

### M
- Malcolm Douglas (1941–2010), australischer Tierfilmer
- Margaret Douglas (1515–1578), britische Adelige
- Margaret Douglas of Galloway, schottische Adlige
- Marjory Stoneman Douglas (1890–1998), US-amerikanische Journalistin, Autorin, Verfechterin des Frauenwahlrechts und Naturschützerin
- Mark Douglas-Home (* 1951), britischer Schriftsteller
- Marques Douglas (* 1977), US-amerikanischer American-Football-Spieler
- Mary Douglas (1921–2007), britische Sozialanthropologin
- Mary Douglas, 6. Countess of Buchan, schottische Adelige
- Melvin Douglas (* 1963), US-amerikanischer Ringer
- Melvyn Douglas (1901–1981), US-amerikanischer Schauspieler
- Michael Douglas (* 1944), amerikanischer Schauspieler
- Michael Douglas (Skeletonpilot) (* 1971), kanadischer Skeletonfahrer
- Michael John Douglas, eigentlicher Name von Michael Keaton (* 1951), amerikanischer Schauspieler
- Michael R. Douglas (* 1961), amerikanischer Physiker
- Michael Douglas (Politiker) (1940–1992), Politiker aus Dominica
- Michelle Douglas (* 1985), schottische Badmintonspielerin
- Mike Douglas (1925–2006), US-amerikanischer Sänger, Moderator und Schauspieler
- Montell Douglas (* 1986), britische Sprinterin und Bobfahrerin

### N
- Nathan Douglas (Leichtathlet) (* 1982), britischer Leichtathlet
- Nathan E. Douglas, Pseudonym von Nedrick Young (1914–1968), US-amerikanischer Filmschauspieler und Drehbuchautor
- Norman Douglas (1868–1952), schottischer Schriftsteller

### O
- Otto Douglas Douglas-Hill (1897–1972), deutscher Bildhauer und Keramiker

### P
- Paul Douglas (Schauspieler) (1907–1959), US-amerikanischer Filmschauspieler
- Paul Howard Douglas (1892–1976), amerikanischer Politiker und Ökonom
- Pavel Douglas (* 1951), polnisch-britischer Schauspieler
- Philip Douglas, US-amerikanischer Biathlet
- Phyllis Douglas (1936–2010), US-amerikanische Schauspielerin
- Pierre Douglas (* 1941), französischer Komiker und Schauspieler

### R
- R. J. W. Douglas (1920–1979), kanadischer Geologe, siehe Robert John Wilson Douglas
- Rachel Douglas-Home, 27. Baroness Dacre (1929–2012), britische Politikerin (Labour Party)
- Rasul Douglas (* 1995), US-amerikanischer American-Football-Spieler
- R. Gordon Douglas (* 1934), US-amerikanischer Mediziner
- Robert Douglas of Lochleven (1515–1547), schottischer Ritter
- Robert Douglas, 1. Viscount of Belhaven (1573–1639), schottischer Adliger
- Robert Douglas, 8. Earl of Morton († 1649), schottischer Adliger
- Robert Douglas (Feldmarschall) (1611–1662), schottischer Aristokrat und Feldmarschall in schwedischen Diensten
- Robert Douglas (Bischof) (1624–1716), schottischer Priester, Bischof von Dunblane
- Robert Douglas, 12. Earl of Morton, († 1730), britischer Adliger
- Robert Douglas (Politiker) (1703–1748), schottischer Politiker
- Robert Douglas (Gouverneur), britischer Kolonialgouverneur
- Robert Percy Douglas, 4. Baronet (1805–1891), britischer General und Kolonialgouverneur
- Robert L. „Smilin’ Bob“ Douglas (1882–1979), westindischer Manager und Besitzer der New York Renaissance, siehe Bob Douglas
- Robert Douglas (Schauspieler) (1909–1999), britischer Schauspieler, Regisseur und Produzent
- Robert John Wilson Douglas (1920–1979), kanadischer Geologe (Erdölgeologie, Sedimentologie, Stratigraphie, Tektonik)
- Robert Edward Douglas (* 1942), US-amerikanischer Ringer, siehe Bobby Douglas
- Robert Duncan Douglas (* 1965), US-amerikanischer  Biathlet, siehe Duncan Douglas
- Robert Douglas (Fußballspieler) (* 1972), schottischer Fußballspieler
- Róbert Ingi Douglas (* 1973), isländischer Regisseur
- Robert S. Douglas, US-amerikanischer Filmeditor
- Roger Douglas (* 1937), neuseeländischer Politiker
- Ronald G. Douglas (1938–2018), US-amerikanischer Mathematiker
- Rosie Douglas (1941–2000), dominicanischer Politiker
- Rowley Douglas (* 1977), britischer Ruderer
- Roy Douglas († 2015), britischer Komponist

### S
- Saba Douglas-Hamilton (* 1970), kenianische Naturschützerin und Dokumentarfilmerin
- Sam Douglas (* 1957), britisch-US-amerikanischer Schauspieler
- Sandra Douglas (* 1967), britische Leichtathletin
- Sarah Douglas (Schauspielerin) (* 1952), britische Schauspielerin
- Sarah Douglas (Seglerin) (* 1994), kanadische Seglerin
- Sarah Ann Douglas (* 1944), US-amerikanische Informatikerin
- Sattira Douglas (1840–1895),  US-amerikanische Abolitionistin und Lehrerin
- Scott Douglas (* 1963), US-amerikanischer Rollstuhltennisspieler
- Sean Douglas (* 1972), neuseeländischer Fußballspieler
- Shane Douglas (* 1964), US-amerikanischer Wrestler
- Shavon Douglas (* 1979), Fußballspieler von St. Kitts und Nevis
- Shirley Douglas (1934–2020), kanadische Schauspielerin
- Sholto Douglas, mythischer Urahn des schottischen Clans Douglas, siehe Clan Douglas #Ursprünge
- Sholto Douglas, 1. Baron Douglas of Kirtleside (1893–1969), britischer Luftmarschall
- Sholto Johnstone Douglas (1871–1958), britischer Maler
- Sir Albert Douglas (* 1945), britischer Musiker
- Stan Douglas (* 1960), kanadischer Künstler
- Stephen A. Douglas (1813–1861), US-amerikanischer Politiker
- Steve Douglas (1938–1993), US-amerikanischer Saxofonist
- Susan J. Douglas (* 1950), US-amerikanische Medienwissenschaftlerin

### T
- Terrence Douglas (* 2001), niederländischer Fußballspieler
- Thomas Douglas, 5. Earl of Selkirk (1771–1820), schottischer Philanthrop
- Thomas Douglas (Schauspieler) (Thomas R. Douglas; * 1972), schweizerisch-britischer Schauspieler
- Tom Douglas (* 1953), US-amerikanischer Country-Musiker und Songwriter
- Tommy Douglas (1904–1986), kanadischer Politiker
- Tommy Douglas (Musiker) (1911–1965), US-amerikanischer Jazzmusiker
- Toney Douglas (* 1986), US-amerikanischer Basketballspieler
- Trai Douglas (* 1998), dominicanischer Fußballspieler
- Troy Douglas (* 1962),  bermudisch-niederländischer Leichtathlet

### W
- Walburga Habsburg Douglas (* 1958), deutsch-schwedische Juristin und Politikerin österreichischer Herkunft
- Walter Douglas (1861–1912), US-amerikanischer Industrieller
- Walter Montagu-Douglas-Scott, 8. Duke of Buccleuch (1894–1973), britischer Politiker
- Wilhelm von Douglas (1849–1908), deutscher Gutsbesitzer und Politiker, MdR
- William Douglas of Douglas († 1213), schottischer Adliger
- William Douglas of Douglas († 1274) (um 1220–um 1274), schottischer Adliger
- William Douglas of Douglas († 1298) (um 1240–1299), schottischer Adliger
- William Douglas of Douglas († 1333), schottischer Adliger
- William Douglas, Lord of Liddesdale (um 1310–1353), schottischer Adliger und Militär
- William Douglas, 1. Earl of Douglas (um 1327–1384), schottischer Adliger
- William Douglas of Nithsdale († 1391), schottischer Ritter
- William Douglas, 2. Earl of Angus (um 1398–1437), schottischer Adliger
- William Douglas, 6. Earl of Douglas (um 1424–1440), schottischer Adliger
- William Douglas, 8. Earl of Douglas (1425–1452), schottischer Adliger
- William Douglas, 9. Earl of Angus (1532–1591), schottischer Adliger
- William Douglas of Glenbervie († 1513), schottischer Adliger
- William Douglas, 6. Earl of Morton (1540–1606), schottischer Adliger
- William Douglas, 10. Earl of Angus (1552–1611), schottischer Adliger
- William Douglas, 7. Earl of Morton (1582–1648), schottischer Politiker, Lord High Treasurer von Schottland
- William Douglas, 1. Marquess of Douglas (1589–1660), schottischer Adliger
- William Douglas, 11. Earl of Angus (1590–1660), schottischer Adliger
- William Douglas, 1. Baronet (of Glenbervie) († um 1660), schottischer Adliger
- William Douglas, 1. Duke of Queensberry (1637–1695), schottischer Adliger und Regierungsbeamter
- William Douglas, 1. Earl of March († 1705), schottischer Adliger
- William Douglas, 2. Earl of March (* um 1696; † 1731), schottisch-britischer Adliger
- William Douglas, 4. Baronet (um 1730–1783), britischer Adliger und Politiker
- William Douglas, 1. Baronet (of Castle Douglas) († 1809), schottischer Adliger
- William Douglas, 4. Duke of Queensberry (1725–1810), schottischer Adliger
- William Douglas (Gouverneur) (William Randolph Douglas; 1921–2003), barbadischer Richter und Politiker
- William Douglas-Hamilton, Duke of Hamilton (1634–1694), schottischer Adliger
- William H. Douglas (1853–1944), US-amerikanischer Politiker
- William Lewis Douglas (1845–1924), US-amerikanischer Politiker (Massachusetts)
- William O. Douglas (1898–1980), US-amerikanischer Jurist und Richter
- William Sholto Douglas, 1. Baron Douglas of Kirtleside (1893–1969), britischer Marshal, siehe Sholto Douglas, 1. Baron Douglas of Kirtleside